# Mètre au-dessus du niveau de la mer
Le mètre au-dessus du niveau de la mer est une unité de mesure du système métrique, utilisée pour quantifier l'altitude d'un lieu de la planète Terre. Cette altitude est définie comme la distance entre le lieu considéré et le point du géoïde de mêmes latitude et longitude.

## Usages
Le mètre au-dessus du niveau de la mer est utilisé pour quantifier :
- l'altitude d'un lieu géographique (un village, une montagne, etc.) ;
- l'altitude du sommet d'un bâtiment ou d'une autre structure ;
- L'altitude atteinte par un avion ou n'importe quel autre objet volant.

## Calcul
L'altitude en mètres au-dessus du niveau de la mer de n'importe quel emplacement, objet ou point peut se calculer de différentes façons. Notamment :
- à l'aide d'un système de positionnement global (GPS), qui calcule son emplacement avec les références de plusieurs satellites ;
- à l'aide d'un altimètre, qui mesure la pression atmosphérique, laquelle diminue à mesure que l'altitude augmente ;
- via une carte topographique ou un modèle numérique de terrain, où les altitudes ont été déterminées grâce à des photographies aériennes ou à l'arpentage.

## Abréviations
- En anglais, le mètre au-dessus du niveau de la mer s'abrège en mamsl ou MAMSL (sur la base de l'expression meters above mean sea level), parfois en MASL ou MSL[1]. L'anglicisme "altitude MSL" est par ailleurs souvent utilisé en français.
- En espagnol, l'abréviation réglementaire est m s. n. m. (sur la base de l'expression metros sobre el nivel del mar)[2].